# Samsonit
Samsonit ist ein sehr selten vorkommendes Mineral aus der Klasse der Sulfide. Er kristallisiert im monoklinen Kristallsystem mit der chemischen Formel Ag4MnSb2S6, ist also ein Silber-Mangan-Sulfosalz mit dem Grundbaustein [SbS3]3− bzw. ein neutrales Silbersulfantimonid, in dem ein Atom Silber durch ein Atom Mangan ersetzt ist.
Samsonit entwickelt undurchsichtige, prismatische und in der Prismenzone stark gestreifte, bis zu 4 cm große Kristalle von stahlgrauer bis schwarzer Farbe. Seine Typlokalität ist der Samsoner Gang in der Grube Samson in Sankt Andreasberg im Oberharz, Niedersachsen, Deutschland.

## Etymologie und Geschichte

Ansicht von Sankt Andreasberg mit der Grube Samson in der Mitte des linken Bildrandes. Nach dieser Grube wurde das Mineral Samsonit benannt.

Im Sommer 1908 fand der Königliche Berginspektor Heinrich Werner (* 1872) in der „Grube Samson“ in Sankt Andreasberg im Oberharz ein unbekanntes Mineral, als ihm in der Firste der 29. Strecke auf dem Samsoner Gang, in einer Teufe von ca. 550 m, eine ungewöhnliche Ausbildung des Erzganges gezeigt wurde. Da die 29. Strecke bereits seit den 1890er Jahren einige schöne Anbrüche mit Silbererzen – darunter ausgezeichneten Pyrargyrit – geliefert hatte, verfolgte Werner die Arbeiten in diesem Bereich sehr aufmerksam. 20 bis 30 m über der Strecke war die Erzzone tektonisch ausgedünnt. Als Gangart standen Quarz, Calcit, Anhydrit und Gips an, durchsetzt von Galenitflittern. Zwei Meter über dem Gips fand sich eine ausgelängte Antimonit-Linse in massigem Calcit und einige Meter östlich davon eine Druse, in der rund 60 stahlgraue, bis zu 4 cm lange Kristalle auf „zerhacktem“ Quarz aufgewachsen waren. Einige der Prismen waren strahlenförmig in kleinen Gruppen angeordnet. Aus dieser Druse stammt der größte bekannte Samsonit-Kristall – 4 cm lang, 4 mm dick und auf Calcit und Quarz sitzend. Fünf Meter darüber fand sich eine zweite kleinere Druse, aus der weitere 20 Stüfchen geborgen wurden.
Werner hielt das Material zunächst für Miargyrit. Die Professoren Alfred Bergeat und Friedrich Kolbeck, die an der Bergakademie Clausthal bzw. Bergakademie Freiberg lehrten, machten Werner darauf aufmerksam, dass es sich bei seinem Fund um ein bisher nicht bekanntes Mineral handeln könnte. Daraufhin überließ Werner dem Analytiker Fraatz in Clausthal 0,5 g einer Probe. Bei der chemischen Untersuchung fanden sich neben Silber, Antimon und Schwefel auch 5,86 Gew.-% Mangan, womit klar wurde, dass es sich tatsächlich um ein neues Mineral handelte.
Die Erstbeschreibung des Samsonit erfolgte im Jahre 1910 durch Heinrich Werner und den Chemiker Fraatz in der Zeitschrift für Krystallographie und Mineralogie. Die Autoren benannten das Mineral nach seiner Typlokalität als „Samsonit“.
Typmaterial für das Mineral ist nicht definiert. Aufgrund der Entdeckung und Erstbeschreibung vor 1959 zählt Samsonit zu den Mineralen, die von der International Mineralogical Association (IMA) als Grandfathered bezeichnet werden.
1954 erwarb das damalige Amt für Bodenforschung in Hannover gemeinsam mit den Mineralogischen Instituten der Westfälischen Wilhelms-Universität in Münster und der Johann Wolfgang Goethe-Universität in Frankfurt am Main die Wernersche Sammlung von dessen Erben, nachdem Werner verfügt hatte, dass seine Sammlung der Öffentlichkeit zugänglich sein müsse. So besitzen sowohl die heutige Bundesanstalt für Geowissenschaften und Rohstoffe als auch die Universität Münster mehrere Stufen und Kristalle aus dem Originalfund dieses Minerals. Im März 2006 wurden während der Öffnungszeiten des Mineralogischen Museums in Münster einige der ausgestellten Samsonit-Stufen aus der Heinrich-Werner-Sammlung gestohlen, die zu den weltbesten Stücken des Minerals gehörten.

## Klassifikation
Bereits in der mittlerweile veralteten, aber noch gebräuchlichen 8. Auflage der Mineralsystematik nach Strunz gehörte der Samsonit zur Mineralklasse der „Sulfide und Sulfosalze“ und dort zur allgemeinen Abteilung der „Sulfosalze“, wo er im Anhang der „Xanthokon-Reihe“ mit der System-Nr. II/D.01b und den Mitgliedern Pyrostilpnit und Xanthokon zu finden war.
Die seit 2001 gültige und von der International Mineralogical Association (IMA) verwendete 9. Auflage der Strunz’schen Mineralsystematik ordnet den Samsonit ebenfalls in die Klasse der „Sulfide und Sulfosalze“ ein, dort allerdings in die neu definierte Abteilung der „Sulfarsenide, Sulfantimonide, Sulfbismutide“. Diese ist weiter unterteilt nach der Kristallstruktur und der möglichen Anwesenheit weiteren Schwefels, sodass das Mineral entsprechend seinem Aufbau und seiner Zusammensetzung in der Unterabteilung der „Insel-Sulfarsenide (Neso-Sulfarsenide) usw., ohne zusätzlichen Schwefel (S)“ zu finden ist, wo es als alleiniger Vertreter die unbenannte Gruppe 2.GA.15 bildet.
Auch die vorwiegend im englischen Sprachraum gebräuchliche Systematik der Minerale nach Dana ordnet den Samsonit in die Klasse der „Sulfide und Sulfosalze“ und dort in die Abteilung der „Sulfosalze“ ein. Hier ist er innerhalb der Unterabteilung „Sulfosalze mit dem Verhältnis 3 > z/y und der allgemeinen Zusammensetzung (A+)i(A2+)j [ByCz], A = Metalle, B = Halbmetalle, C = Nichtmetalle“ als alleiniger Vertreter in der unbenannten Gruppe 03.04.12 zu finden.

## Chemismus
Zehn Mikrosondenanalysen an Samsonit ergaben Mittelwerte der wichtigsten Bestandteile (Summe 99,62 Gew.-%) von 45,76 % Silber (Ag); 25,86 % Antimon (Sb); 22,25 % Schwefel (S); 5,74 % Mangan (Mn) und 0,03 % Eisen (Fe). Daraus errechnete sich die empirische Formel Ag4,01Mn0,99Sb2,01S6,00, die zu Ag4MnSb2S6 idealisiert wurde. Samsonit enthält in Spuren Eisen und Kupfer.
Chemisch ähnlich sind Menchettiit, AgPb2,40Mn1,60Sb3As2S12, Oyonit, Ag3Mn2Pb4Sb7As4S24, und Uchucchacuait, AgMnPb3Sb5S12.
Samsonit war das weltweit erste silberhaltige Sulfidmineral bzw. Sulfosalz mit formelwirksamen Gehalten an Mangan. Heute existieren sechs solcher Minerale – neben den oben aufgelisteten sind dies noch Agmantinit, Ag2MnSnS4, und Manganoquadratit, AgMnAsS3.

## Kristallstruktur
Samsonit kristallisiert im monoklinen Kristallsystem in der Raumgruppe P21/n (Raumgruppen-Nr. 14, Stellung 2) mit den Gitterparametern a = 10,3861 Å, b = 8,1108 Å, c = 6,663 Å und β = 92,639° sowie zwei Formeleinheiten pro Elementarzelle.
Die Manganatome sind dabei von sechs Schwefelatomen in Form eines leicht deformierten MnS6-Oktaeders, die Antimonatome von drei Schwefelatomen trigonal-pyramidal umgeben. Die Oktaeder sind isoliert, besitzen also keine gemeinsamen Flächen, Kanten oder Ecken, und sind miteinander über die Ag- und Sb-Polyeder verknüpft. Die Sb-Atome sind trigonal koordiniert, die SbS3-Pyramiden sind voneinander getrennt. Samsonit enthält zwei Arten von Silberatomen. Ag(1) ist verzerrt-tetraedrisch von vier Schwefelatomen umgeben, wobei die drei kristallographisch verschiedenen Schwefelatome die Basis einer deformiert-trigonalen Pyramide bilden, an deren Spitze sich das Ag(1) befindet. Die [Ag(1)-S]-Abstände der ersten drei S-Atome sind etwas kürzer als die vierte [Ag-S]-Bindung, welche die Konfiguration zum deformierten Tetraeder vervollständigt. Ag(2) ist trigonal-planar von drei (2+1)-Schwefelatomen umgeben. In den Koordinationspolyedern um die drei S-Atome sind die S(1)- und S(2)-Atome deformiert-tetraedrisch von Ag(1), Ag(2), Mn und Sb umgeben. S(3) ist deformiert trigonal-bipyramidal von fünf Metallatomen umgeben. Ag(1), Ag(1′) und Sb bilden die Basis, während Ag(2) und Mn an der Spitze liegen. S(3) ist etwas aus der Basis in Richtung Mn verschoben. Die ermittelte Kristallstruktur konnte im Wesentlichen von Luca Bindi und Michael Evain bestätigt werden.

## Eigenschaften

### Morphologie
Die Morphologie der Samsonitkristalle ist schon kurz nach der Entdeckung des Minerals intensiv untersucht worden, wodurch in schneller Folge drei verschiedene Arbeiten zu dieser Thematik erschienen. Willy Bruhns legte bereits 1911 die erste Veröffentlichung vor, gefolgt von František Slavík 1911 sowie Friedrich Kolbeck und Victor Goldschmidt 1912. Schließlich erfolgte 1934 noch eine kristallographische Beschreibung des Samsonits durch Charles Palache. Schon Palache bemerkte, dass sich die vier Veröffentlichungen hinsichtlich der Tracht der untersuchten Kristalle stark unterscheiden, was hinsichtlich der Herkunft aus nur zwei eng benachbarten Drusen erstaunlich ist.
- Tracht und Habitus von Samsonit-Kristallen (gleiche Farben bedeuten gleiche Flächenformen)
- 1. kurzprismatisch nach {110}, sehr formen- und flächenreich
- 2. flächenreich mit {103}, {101}, {110}, {120}, {111} und {101}
- 3. flächenreich mit {103}, {101}, {110}, {111} und {101}
- 4. flächenarm mit {103}, {101}, {110}, und {101}
- 5. flächenarm mit {101}, {110} und {101}
- 6. extrem flächenarm mit {101} und {110}
- Zeichnung von Samsonit-Realkristallen[14]

Samsonit bildet bis zu 4 cm lange und 1 cm dicke Kristalle, die kurzprismatisch nach {110} entwickelt sind und eine starke Streifung in der Prismenzone parallel der c-Achse [001] aufweisen. Sie treten häufig zu radialen Aggregaten zusammen. Dominierend und trachtbestimmend ist fast immer das Prisma {110}, fast immer werden an den Kristallen auch die Pinakoide {010} und {100} sowie die Prismen {110}, {210}, {103}, {101}, {101}, {301}, {111} und {111} beobachtet. Seltener sind die Prismen {140}, {130}, {012}, {501}, {212}, {121} und {473} vorhanden. Gelegentlich ist durch gleichmäßige Entwicklung von {101} und {101} ein pseudorhombischer Habitus zu beobachten. Da sie mit beiden Enden auf Quarzbruchstücken aufgewachsen sind, zeigte die Mehrzahl der Kristalle aus der ersten, größeren, unteren Druse keine Endflächen, während die Kristalle aus der zweiten, kleineren, oberen Druse zwar deutlich kleiner waren als die aus der ersten Druse, aber fast durchgehend gut ausgebildete Endflächen besaßen.
In der „Silver Miller Mine“, Cobalt in Kanada, fand sich der Samsonit in körnigen Aggregaten, in „Garpenberg Norra“ bei Garpenberg in Schweden in Form von winzigen Kristallen und in Příbram, Tschechien, in pseudorhombischen, bis 1 cm × 0,6 cm großen Kristallen, die teilweise von Tetraedrit und Galenit verdrängt werden.

### Physikalische und chemische Eigenschaften

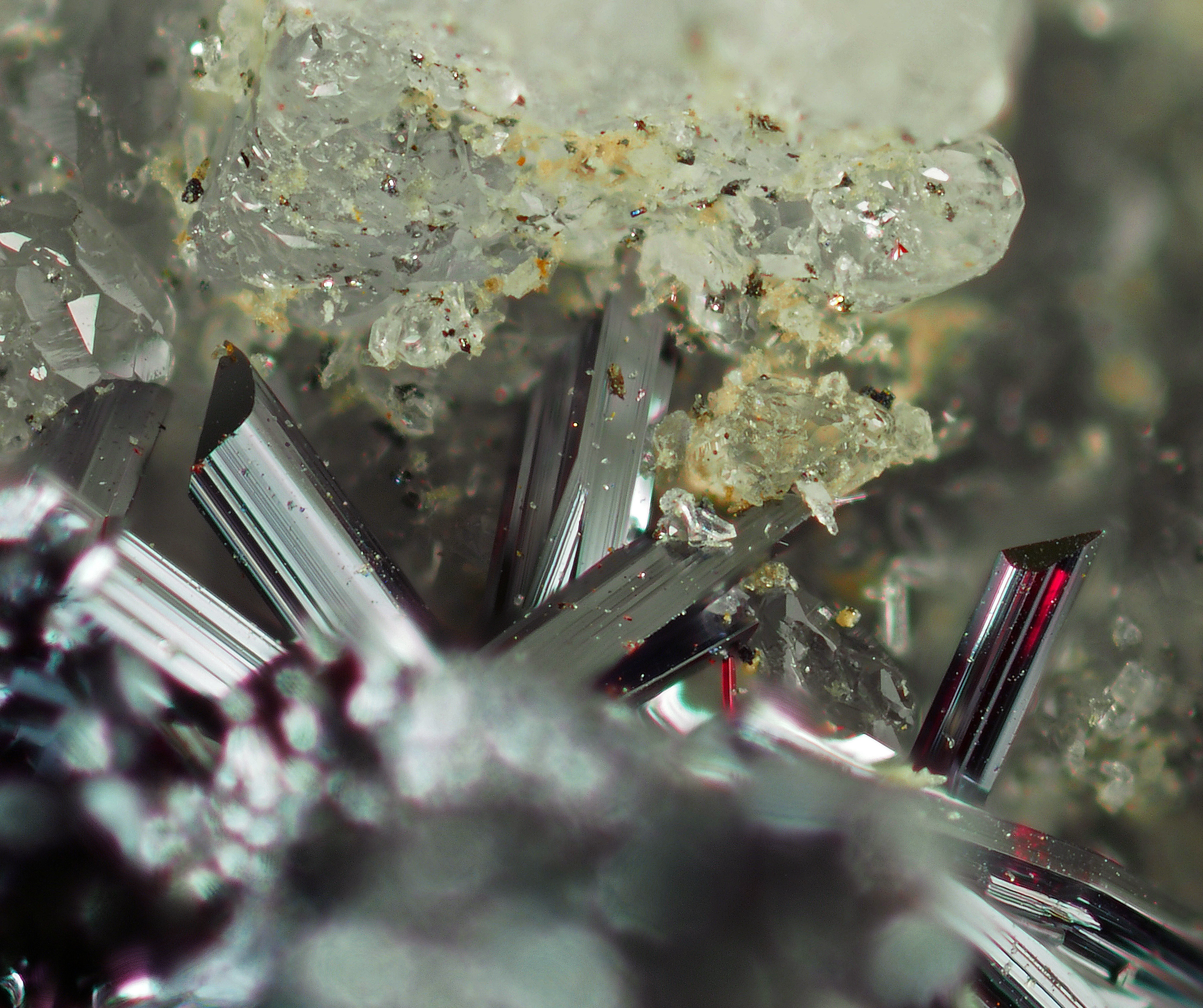
Tiefrot durchscheinende Samsonit-Mikrokristalle auf Quarz aus der Grube Samson (Sichtfeld 1,5 mm)

Die Kristalle des Samsonits sind stahlgrau bis schwarz, ihre Strichfarbe ist dagegen immer dunkelrot mit einem unbedeutenden Stich ins Braune. Die Oberflächen der nur in dünnen Splittern tiefrot bis braun durchscheinenden, ansonsten opaken Kristalle weisen einen metallartigen Glanz auf, was gut mit den Werten für die Lichtbrechung übereinstimmt. An den Kristallen des Samsonits wurden enorm hohe Werte für die Lichtbrechung (n > 3) identifiziert.
Unter dem Mikroskop ist das Mineral im durchfallenden Licht tiefrot bis braun, im auffallenden (reflektierten) Licht bläulichweiß bis bläulichgrau. Charakteristisch sind zahlreiche tiefrote Innenreflexe bei Betrachtung in Immersionsöl. Samsonit weist keine Bireflektanz, aber einen deutlichen Pleochroismus von heller olivgrün nach blaugrau auf. Bei gekreuzten Polaren zeigt das Mineral nur schwache Anisotropieeffekte, die auch nur an den Korngrenzen deutlich erkennbar sind, mit moderaten Rotationsfarben in Schattierungen von dunkel grünlich bis bläulich nach bräunlich.
Samsonit besitzt keine Spaltbarkeit. Aufgrund seiner starken Sprödigkeit bricht er aber ähnlich wie Quarz, wobei die Bruchflächen muschelig ausgebildet sind. Mit einer Mohshärte von 2,5 gehört das Mineral zu den weichen bis mittelharten Mineralen, steht damit zwischen den Referenzmineralen Gips (Härte 2) und Calcit (Härte 3) und lässt sich wie diese mehr oder weniger gut mit dem Fingernagel (Gips) oder einer Kupfermünze (Calcit) ritzen. Die Vickershärte VHN100 wurde mit 187–212 kg/mm2 bestimmt. Die gemessene Dichte für Samsonit beträgt 5,51 g/cm³, die berechnete Dichte 5,461 g/cm³.
Samsonit schmilzt im geschlossenen Röhrchen leicht unter Abgabe von Sb-Dampf, im offenen Kölbchen unter Bildung von SO2, Sb2O5 und wenig Sb2O3. Auf Kohle vor dem Lötrohr schmilzt er zunächst leicht und aufsprühend mit anschließender Bildung eines Sb-Beschlags und einer unschmelzbaren Masse, aus der beim Unterbrechen des Blasens ein aus Ag und wenig Sb bestehendes Metallkorn heraustritt. Der Rest gibt nach dem Rösten in Borax und Phosphorsalz eine Mangan-Reaktion.
Samsonit ist löslich in einer Mischung aus warmer Salpetersäure (HNO3) und Weinsäure (C4H6O6), sehr unbeständig gegenüber reiner Salpetersäure und Königswasser.

## Bildung und Fundorte
Samsonit bildet sich durch die Einwirkung aszendenter (aufsteigender), auf Klüften im Nebengestein zirkulierender und schwefelwasserstoffhaltiger hydrothermaler Lösungen auf die primären Minerale. Zu diesen gehörten das Silbermineral Dyskrasit, Galenit, ein Fahlerz (möglicherweise Tetraedrit) und Chalkopyrit als Erzminerale, ein Manganoxid (Pyrolusit) sowie Calcit und Quarz als Gangarten. Infolge der Einwirkung des H2S auf die Primärminerale entstand eine artenreiche Gefolgschaft von sekundär gebildeten Mineralen, die als Begleitminerale des Samsonit auftreten. Zu ihnen zählen der Silberkies Sternbergit, Pyrargyrit, Reste des Pyrolusits, durch die Anwesenheit von Mangan rosa gefärbter Apophyllit (genauer: Fluorapophyllit-(K)), Realgar sowie Reste der Primärminerale (Dyskrasit, Galenit, Fahlerz, Chalkopyrit, Calcit und Quarz). Später wurde noch Löllingit, gediegen Silber sowie Cubanit beobachtet. Der Mangangehalt sowohl im Samsonit als auch im Fluorapophyllit-(K) stammt aus der Zersetzung des grauen Calcits („Braunspat“).
Als sehr seltene Mineralbildung konnte Samsonit bisher (Stand 2018) erst für sechs Fundstellen beschrieben werden. Als erster und wichtigster Fundort ist die „Grube Samson“ in Sankt Andreasberg / Oberharz in Deutschland zu nennen, die fast ein halbes Jahrhundert lang als weltweit einziger Fundort für Samsonit galt. Spätestens 1960 kam ein zweiter Fundort dazu, der „Brady Lake Property“ der „Silver Miller Mine“ bei Cobalt, Ontario, Kanada (Identifizierung von Paul Ramdohr). Seit den 1990er Jahren sind weitere Fundstellen bekannt. Zu ihnen zählen der Candelaria-Distrikt im Mineral Co., US-Bundesstaat Nevada, die Grube „Garpenberg Norra“ bei Garpenberg unweit Hedemora in der schwedischen Provinz Dalarnas län, die „Uranmine Nr. 19“ in Dubenec bei Příbram in der Mittelböhmischen Region, die Ag-Au-Lagerstätte „Guandi“ bei der gleichnamigen Stadt im Kreis Linxi, Innere Mongolei, China, sowie angeblich auch Baia Sprie (Felsőbánya) im Kreis Maramureș, Rumänien.

## Verwendung
Aufgrund seiner extremen Seltenheit ist Samsonit nur für den Mineralsammler interessant.